# Geschwindigkeitsfilter
Ein Geschwindigkeitsfilter, nach seinem Entwickler Wilhelm Wien auch Wienfilter genannt, dient hauptsächlich dazu, aus dem Teilchenstrahl einer Ionenquelle oder Elektronenquelle nur diejenigen Teilchen den Filter passieren zu lassen, die eine bestimmte Geschwindigkeit besitzen, während alle übrigen den Filter nicht passieren können. Der resultierende Teilchenstrom besitzt eine genau definierte Geschwindigkeit. Ein Geschwindigkeitsfilter kann auch dazu benutzt werden, die Geschwindigkeit unbekannter, geladener Teilchen zu bestimmen.

## Aufbau und Funktionsweise

Qualitative Funktionsweise des Geschwindigkeitsfilters

Kräftegleichgewicht der bewegten Ladung

Elektrisch geladene Teilchen werden durch einen Plattenkondensator geschickt, der selbst vollständig innerhalb eines homogenen Magnetfelds liegt. Alle vektoriellen Parameter dieser Anordnung (das vom Kondensator erzeugte elektrische Feld, das Magnetfeld und die Bahn des geladenen Teilchens) stehen dabei senkrecht aufeinander („Drei-Finger-Regel“).
Wenn wie im nebenstehenden Bild positiv geladene Teilchen von links kommen, werden sie von der elektrischen Kraft nach unten abgelenkt, von der Lorentzkraft nach oben. Sind beide Kräfte gleich groß, ist die Gesamtkraft Null und die Teilchen fliegen geradeaus.
Da die Lorentzkraft proportional zur Geschwindigkeit ist, bleiben nur Teilchen einer bestimmten Geschwindigkeit im Filter auf einer geradlinigen Bahn, alle anderen Teilchen werden nach oben oder unten abgelenkt und lassen sich durch eine Blende am Ausgang abfangen.
Da beide Kräfte nur auf geladene Teilchen wirken, müssen die Teilchen ggf. zunächst (z. B. durch einen Lichtbogen) ionisiert werden.

## Mathematische Betrachtung
Die Gewichtskraft des Teilchens kann wegen ihrer geringen Größe in allen Berechnungen vernachlässigt werden.
Im Folgenden wird die Bedingung dafür hergeleitet, dass das Teilchen nicht abgelenkt wird, mit:
- B: magnetische Flussdichte
- E: elektrische Feldstärke
- q: elektrische Ladung
- v: Geschwindigkeit

### Skalare Betrachtung
Ein Kräftegleichgewicht und damit eine geradlinige Durchquerung des Filters liegt vor, wenn für die elektrische Kraft {\displaystyle F_{\text{C}}} und die Lorentzkraft {\displaystyle F_{\text{L}}} gilt:
{\displaystyle \,F_{\text{C}}=F_{\text{L}}}
{\displaystyle q\,E=q\,v\,B}
{\displaystyle E=v\,B}
Somit ergibt sich die Durchlassgeschwindigkeit:
{\displaystyle v={\frac {E}{B}}={\frac {\left|{\vec {E}}\right|}{\left|{\vec {B}}\right|}}}

### Mit Verwendung des Vektorprodukts
Für die Bewegung im Feld gilt mit Hilfe des zweiten newtonschen Gesetzes:
{\displaystyle \sum {\vec {F}}=m\,{\dot {\vec {v}}}=m\,{\vec {a}}=q\,({\vec {E}}+{\vec {v}}\times {\vec {B}})}
Nichtablenkung bedeutet  {\displaystyle \sum {\vec {F}}=m\,{\vec {a}}=0}.
{\displaystyle q\,{\vec {E}}=-q\,({\vec {v}}\times {\vec {B}})}
Da Geschwindigkeit, elektrisches Feld und Magnetfeld nach Voraussetzung jeweils senkrecht zueinander stehen, gilt:
{\displaystyle v={\frac {\left|{\vec {E}}\right|}{\left|{\vec {B}}\right|}}}

## Einsatzbereiche

Einsatz eines Wienfilters in einem Massenspektrometer

Um Teilchen einer bestimmten Geschwindigkeit herauszufiltern, müssen das magnetische und das elektrische Feld also entsprechend angepasst werden. Von den Teilchen, die bei einer bestimmten magnetischen Flussdichte bzw. elektrischen Feldstärke den Wienfilter passieren können, lässt sich mittels der oben hergeleiteten Beziehung die Geschwindigkeit bestimmen.
Masse und Ladung der Teilchen spielen für die Funktion des Filters keine Rolle, wie aus den Formeln ersichtlich.
Bei einem Massenspektrometer selektiert in der Regel ein Geschwindigkeitsfilter aus einem Ionenstrahl Teilchen einer bestimmten (bekannten) Geschwindigkeit heraus, um dann, etwa mittels eines Magnetfeldes, die verschiedenen Massen trennen zu können.
Geschwindigkeitsfilter werden häufig an Teilchenbeschleunigern eingesetzt. Zusammen mit anderen elektrostatischen und magnetischen Filtern bilden sie ein oft komplexes System zur Auswahl von Teilchen bestimmter Masse, Ladung und Geschwindigkeit.